# ريتشارد آدامز (ناشط حقوق إل جي بي تي)
ريتشارد آدامز (بالإنجليزية: Richard Adams)‏ هو ناشط حقوق إل جي بي تي أمريكي، ولد في 9 مارس 1947، وتوفي في 17 ديسمبر 2012.